# 下谢尔吉区
下谢尔吉区（羅馬化：Nizhneserginskiy rayon）是俄罗斯斯维尔德洛夫斯克州的一个区，行政中心为下谢尔吉，面积3,689.8平方（1,424.6平方英里）。该区2021年人口有48,515人；2010年人口55,114；2002年人口60,512；1989年人口72,257。